# ČEZ
ČEZ (чеш. Skupina ČEZ České Energetické Závody) — конгломерат 96 компаний, 72 из которых расположены в Чехии и их ключевой областью деятельности является производство и дистрибуция электроэнергии, в том числе на АЭС Дукованы и АЭС Темелин.
Кроме Чехии, интересы ČEZ представлены в Болгарии, Германии, Венгрии, Польше, Румынии, Словакии и Турции. ČEZ является крупнейшей публичной компанией в Центральной и Восточной Европе, правительству Чехии принадлежит 70 % акций.